# Třináctiletá válka
Třináctiletá válka byl konflikt v letech 1454–1466 probíhající mezi státem německých rytířů na jedné straně, a pruskými městy podporovanými Polskem na straně druhé.

## Příčiny

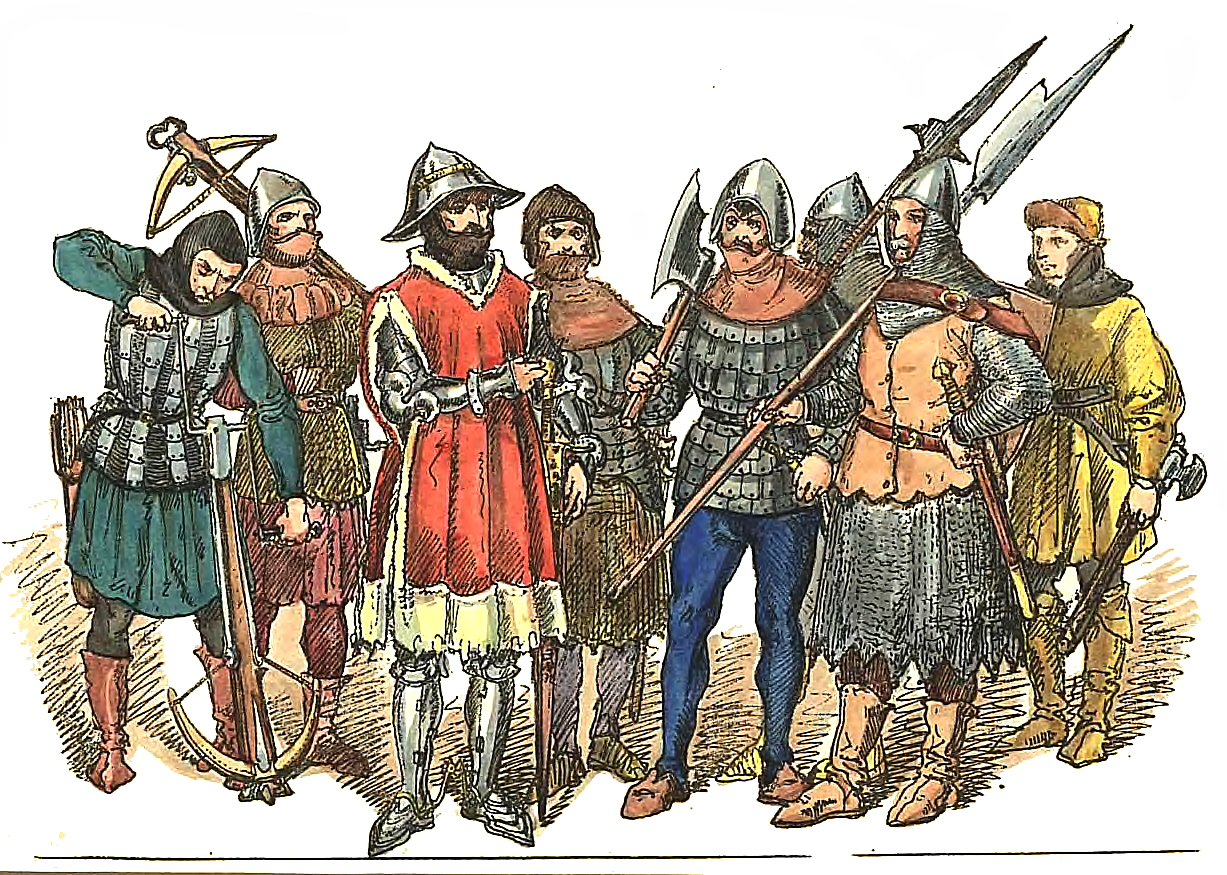
Polští zbrojnoši a rytíři

V polovině 15. století panovaly hluboké rozpory uvnitř pruského řádového státu mezi řádem německých rytířů, šlechtou a městy, která toužila po vzoru hanzovních měst po větší samostatnosti. V roce 1454 došlo k povstání tzv. pruské jednoty, v níž se roku 1440 spojila západopruská města a šlechta, proti řádu a jeho velmistrovi. Obě strany se snažily získat pomoc polského krále Kazimíra IV. Jagellonského, který se přiklonil na stranu pruské jednoty a přijal vládu nad západním Pruskem. Poté vypukla třináctiletá válka (1454–1466), v níž řád podpořila papežská kurie a císař Fridrich III., některá říšská knížata, především Albrecht III. Achilles, a další vládci, například burgundský vévoda Filip III. Dobrý.

## Průběh

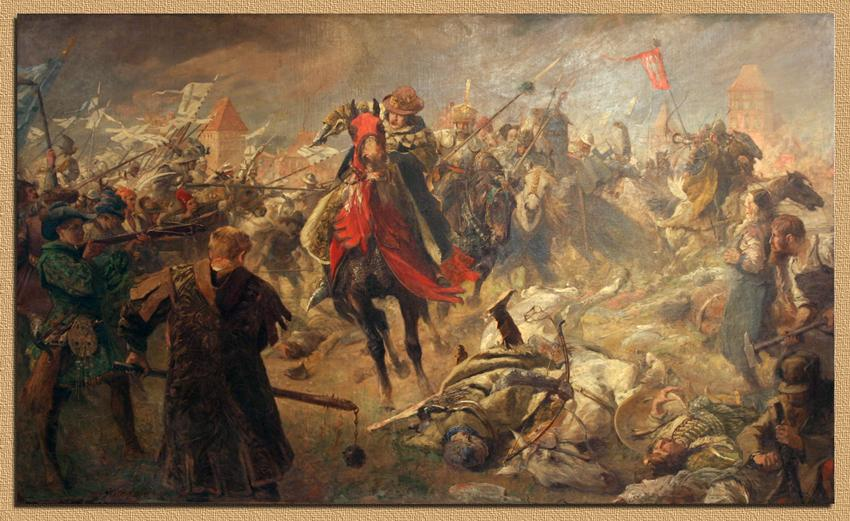
Bitva u Chojnice (1454)

Hned v roce 1454 bylo polské vojsko poraženo u Chojnice, ale již roku 1457 dobylo dosavadní pruské sídelní město Marienburg (pol. Malbork). Válka skončila velkým úspěchem polské strany, který byl zúročen v ustanoveních míru sjednaného roku 1466 v Toruni.